# Gutshof in Podstolice

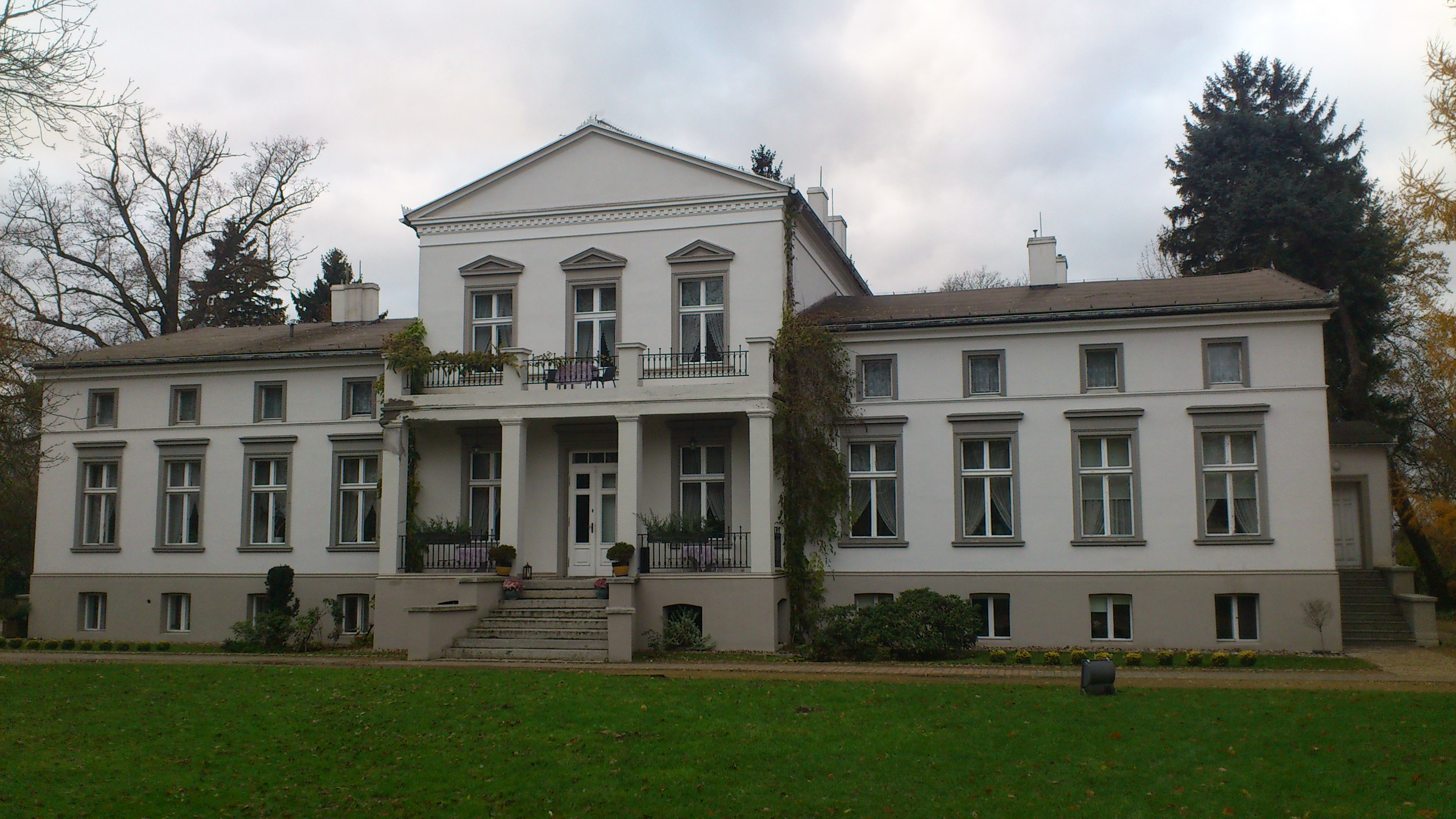
Gutshof in Podstolice

Gutshof in Podstolice (svg)

Der Gutshof in Podstolice ist ein 1890 erbauter, historischer Gutshof in Podstolice (Gemeinde Nekla) in der Region Wielkopolska, in Polen.

## Geschichte
Die Geschichte des Gutshofs geht bis ins  späte neunzehnte Jahrhundert zurück. Besitzer des Dorfes war damals Graf Hedogron Kierski. Er begann um 1890 mit dem Bau des neoklassizistisch Gebäudes. Im Jahr 1920 ging der Besitz an    Baron Stronbetzky.
In der Zwischenkriegszeit waren Hof und Park Eigentum des polnischen Finanzministeriums, Mieter war Stanisław Karlowski. Während des Zweiten Weltkriegs wurde das Anwesen  von einem „Treuhänder Neubert“ verwaltet. Nach dem Krieg ging Podstolice in die Verwaltung des Provincial Land Office über. Den Gutshof bewirtschaftete ab 1950 eine LPG. Seit 1992 ist die Familie Karenski Eigentümerin des Anwesens.

## Galerie

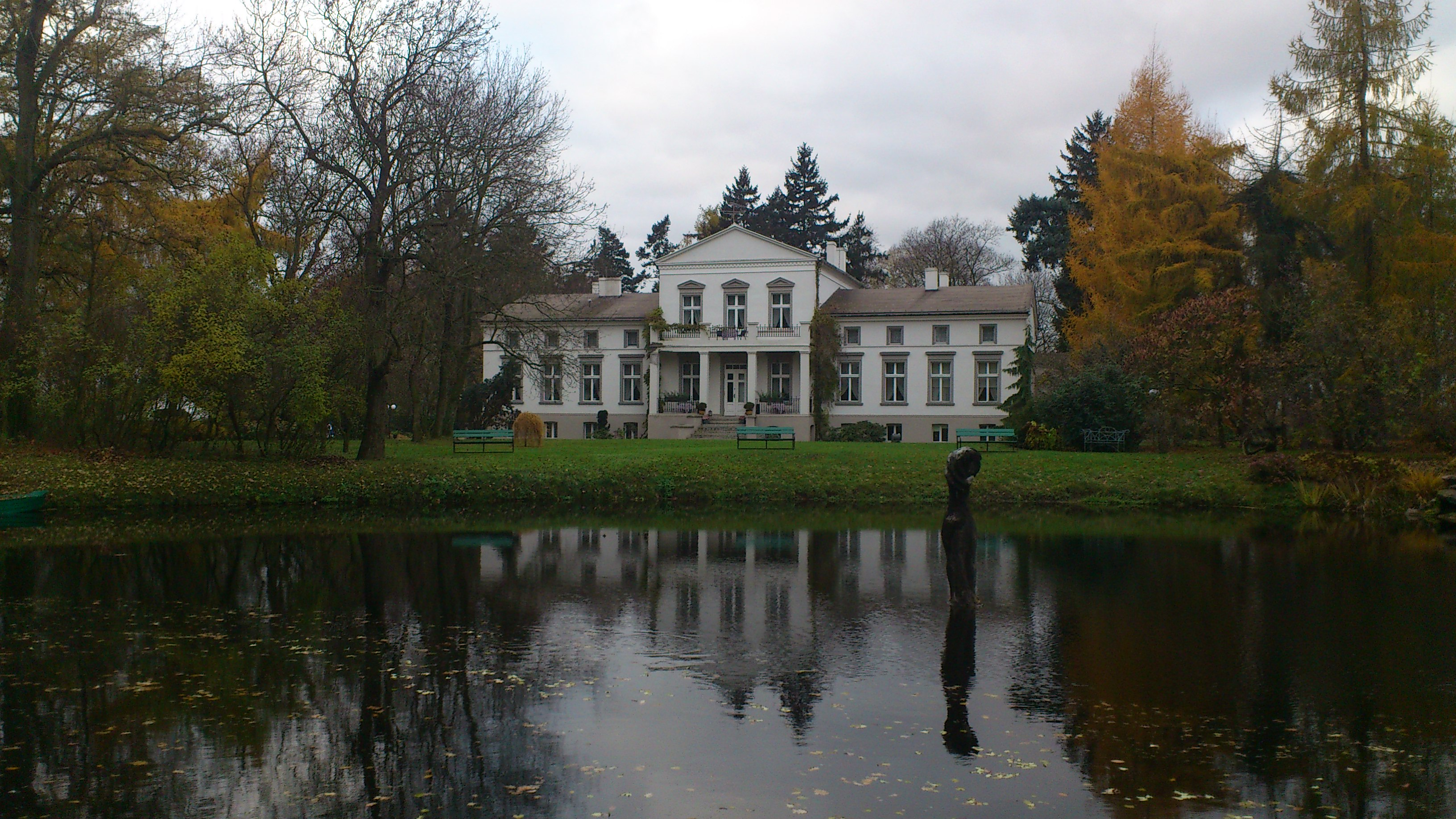
Gutshof und Park
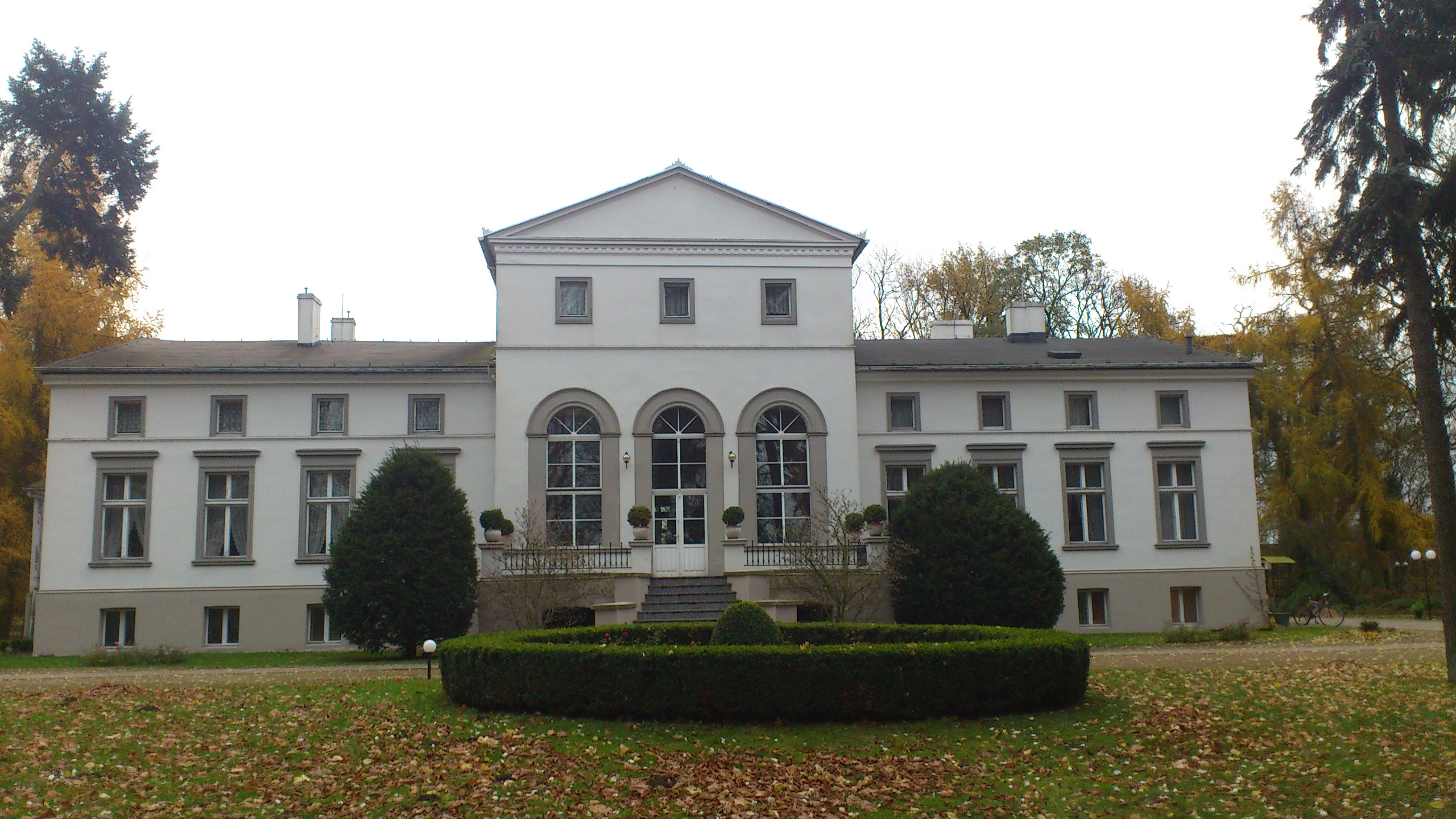
Rückansicht
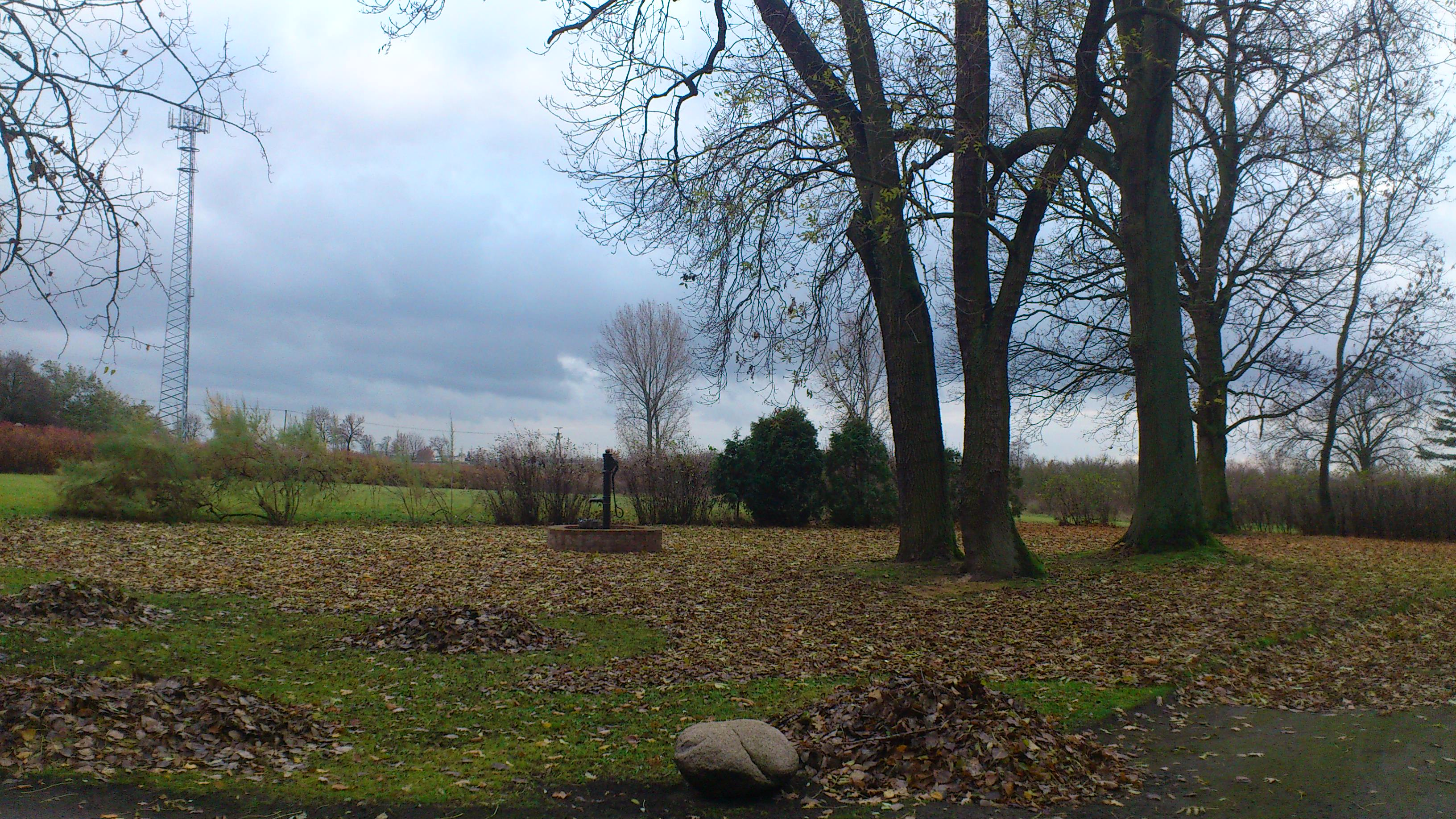
Park neben der Gutshof
- 3D-Präsentation